# Nick Ingels
Nick Ingels (* 2. September 1984 in Eeklo) ist ein ehemaliger belgischer Radrennfahrer.
Nick Ingels begann sein Profikarriere 2005 beim belgischen Team Bodysol-Win for Life-Jong Vlaanderen. Im selben Jahr konnte er Omloop Het Volk der U23-Klasse gewinnen bei der U23-Ausgabe der Flandern-Rundfahrt. 2006 erhielt Ingels einen Vertrag beim belgischen ProTeam Davitamon-Lotto. Bei der Katar-Rundfahrt 2006 wurde er Neunter der Gesamtwertung. 2007 belegte er bei dem Eintagesrennen GP Stad Zottegem den dritten Rang. Nach Ablauf der Saison 2008 beendete er seine Karriere beim Professional Continental Team Topsport Vlaanderen.

## Teams
- 2005 Bodysol-Win for Life-Jong Vlaanderen
- 2006 Davitamon-Lotto
- 2007 Predictor-Lotto
- 2008 Topsport Vlaanderen